# Atropacarus wandae
Atropacarus wandae är en kvalsterart som först beskrevs av Wojciech Niedbała 1981.  Atropacarus wandae ingår i släktet Atropacarus och familjen Phthiracaridae. Inga underarter finns listade.